# Kaltenleutgeben
Kaltenleutgeben – gmina targowa w Austrii, w kraju związkowym Dolna Austria, w powiecie Mödling. Według Austriackiego Urzędu Statystycznego liczyła 3 309 mieszkańców (1 stycznia 2014).